# ジュルア川

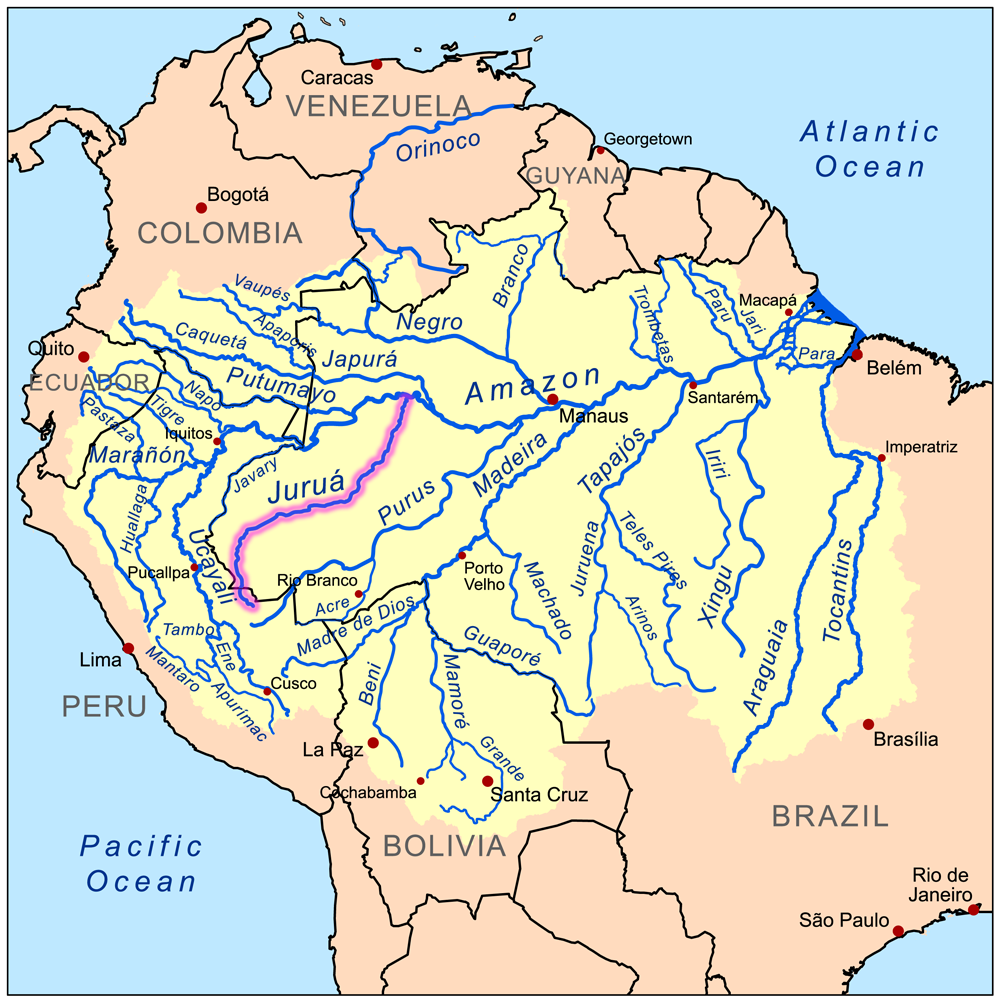
ジュルア川(桃色)の流路図

ジュルア川（ジュルアがわ、ポルトガル語: Rio Juruá、スペイン語: Río Yurúa）は、アマゾン川南部の支流。同じアマゾン内陸部の広大な低地に源を発し、さらに湾曲する流路、ゆるやかな流れ、全体的に低地を流れ、なかばはん濫した密林地帯を横切ることなど、あらゆる特徴を共有しているプルス川の西にある。ペルーのウカヤリ県のウカヤリ高地を源流とし、アマゾン川合流点の上流1823kmまで航行できる。全長は2414kmで、アマゾン川の支流では有数の長さである。
川および流域にはオオアタマヨコクビガメ、ムツコブヨコクビガメ、モンキヨコクビガメ、オオアリクイ、アマゾンマナティー、アメリカバク、クチジロペッカリー、オオアルマジロ、アカウアカリなどが生息しており、下流域一帯は2018年にラムサール条約登録地となった。